# Контркультура
Контркульту́ра — в широкому значенні напрям розвитку культури, який активно протистоїть «офіційній» традиційній культурі, будь-які форми девіантної поведінки. В такому розумінні контркультура зближається з поняттям альтернативної культури, синонімами  якої є – «неофіційне мистецтво», «нонконформізм»,  «дисидентське мистецтво», андерґраунд,  андерґраунд (мистецтво).
В більш вузькому і конкретному значенні термін «контркультура» вживається для означення форми протесту проти культури «батьків», що поширилася серед частини американської молоді в 60-х — на початку 70-х років XX ст (Контркультура 60-тих).. Цей неологізм вперше використаний у 1968 Теодором Рошаком. Ознайомлення з працями теоретиків контркультури, наприклад Герберта Маркузе та Жана-Поля Сартра, дає можливість ширше уявити її соціально-історичний зміст.
Поняття «конткультура» вперше було застосовано американським соціологом Теодором Роззаком (Т. Roszak) в роботі «Створення контркультури: Роздуми про технократичне суспільство та його молодіжну опозицію» (Theodore Roszak. The Making of a Counter Culture: Reflection on the Technocratic Society and its Youthful Opposition, 1969), в якій започатковано теорію контркультури як результат осмислення нових процесів в молодіжному русі США та країнах Європи в 1960-і роки.

Контркультура була розглянута Роззаком як романтичний виклик нонконформістської молоді традиційній культурі, заснованій на раціоналізмі, але не спроможної захистити людство від ядерної загрози (домінанти суспільного занепокоєння того часу). Контркультура «закликає в більшому ступені до особистого значення людських спільнот, аніж до технічних та індустріальних цінностей», радикальна критика технократії здійснюється «в значно більшому ступені, ніж це притаманно традиційним ідеологіям».
Хоча різні контркультурні підтечії існували в багатьох суспільствах, тут термін стосується саме значнішого феномену, що досяг критичної маси, розцвітав та зберігався і розвивався протягом довгого часу. Контркультурний рух виражав етос, прагнення, та мрії певної частини населення протягом ери соціального вияву цайтгайсту. Важливо розрізняти терміни «контркультура» та «субкультура».
Контркультурні кола в Європі 19-того століття включали представників романтизму, богеми, та денді. Інший рух існував в більш уривчасті формі в 1950-тих, як в Європі, так і в США, в формі розбитого покоління, яке в 60-тих змінили хіппі та противники війни у В'єтнамі.
Термін набув популярності у новинних медіа, і використовувався для посилання на соціальну революцію яка прокотилась Північною Америкою, Західною Європою, Японією, Австралією, та Новою Зеландією протягом 1960-тих та початку 1970-тих.
Контркультура з часом зазвичай перетворюється на мейнстрим, а потім на класику[неавторитетне джерело].